# Simandolak
Simandolak is een bestuurslaag in het regentschap Kuantan Singingi van de provincie Riau, Indonesië. Simandolak telt 1407 inwoners (volkstelling 2010).